# Euophrys pexa
Euophrys pexa es una especie de araña saltarina del género Euophrys, familia Salticidae. Fue descrita científicamente por Simon en 1937.
Habita en Francia.